# Alexander Wassiljewitsch Koltschak

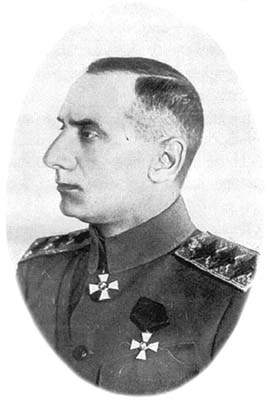
Alexander W. Koltschak

Alexander Wassiljewitsch Koltschak (russisch Александр Васильевич Колчак, wiss. Transliteration Aleksandr Vasil'evič Kolčak; * 4. Novemberjul. / 16. November 1874greg. in Sankt Petersburg; † 7. Februar 1920 in Irkutsk) war ein Admiral der russischen Marine und Kommandeur der Schwarzmeerflotte während des Ersten Weltkriegs. Der überzeugte Monarchist war Oberbefehlshaber der Weißen Armee im Russischen Bürgerkrieg und von 1918–1920 als selbsternannter Oberster Regent der Reichsverweser des zaristischen Russlands.

## Leben und Wirken

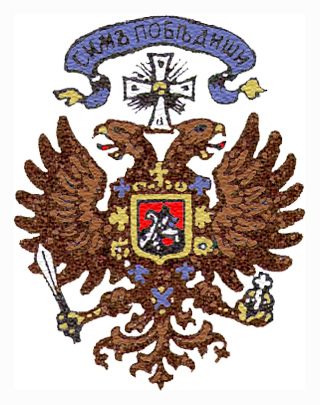
Wappen der Koltschak-Regierung

Koltschak entstammte einer Offiziersfamilie. Sein Vater diente als Militäringenieur. Alexander Koltschak nahm als Hydrologe 1900–1903 zusammen mit seinem Freund Fjodor Matissen unter Eduard von Toll und 1909–1911 unter Iwan Sergejew (siehe: Hydrographische Expedition des Nördlichen Eismeers) an russischen Polarexpeditionen teil. Im Russisch-Japanischen Krieg 1904/1905 kommandierte Koltschak den Minenleger Amur und geriet in japanische Kriegsgefangenschaft.

### Erster Weltkrieg
Zu Beginn des Ersten Weltkriegs war er als Kapitän zur See Chef des Operationsstabes bei der Baltischen Flotte unter Admiral Nikolai Ottowitsch von Essen. Nach dessen Tod im Mai 1915 übernahm er den Befehl über die 1. Zerstörerdivision mit den modernen Booten des Typs Nowik und wechselte schließlich 1916/1917 als Oberbefehlshaber zur russischen Schwarzmeerflotte.

### Exil
Nach dem Ausbruch der Februarrevolution 1917 wurde Koltschak im Juni das Kommando entzogen. Im August ging er nach England ins Exil. Später begab er sich auf eine Vortragsreise in die USA. Dort traf er u. a. mit dem damaligen Präsidenten Woodrow Wilson zusammen. Nach diesem Aufenthalt in den USA trat er offiziell den britischen Streitkräften bei, um den Kampf gegen die Mittelmächte fortzusetzen. Statt des erst geplanten Einsatzes in Mesopotamien gelangte Koltschak, in Absprache mit den Briten, über den russischen Fernen Osten nach Sibirien. Er sollte den Kampf gegen die Bolschewiki von dort aus organisieren.

### Russischer Bürgerkrieg

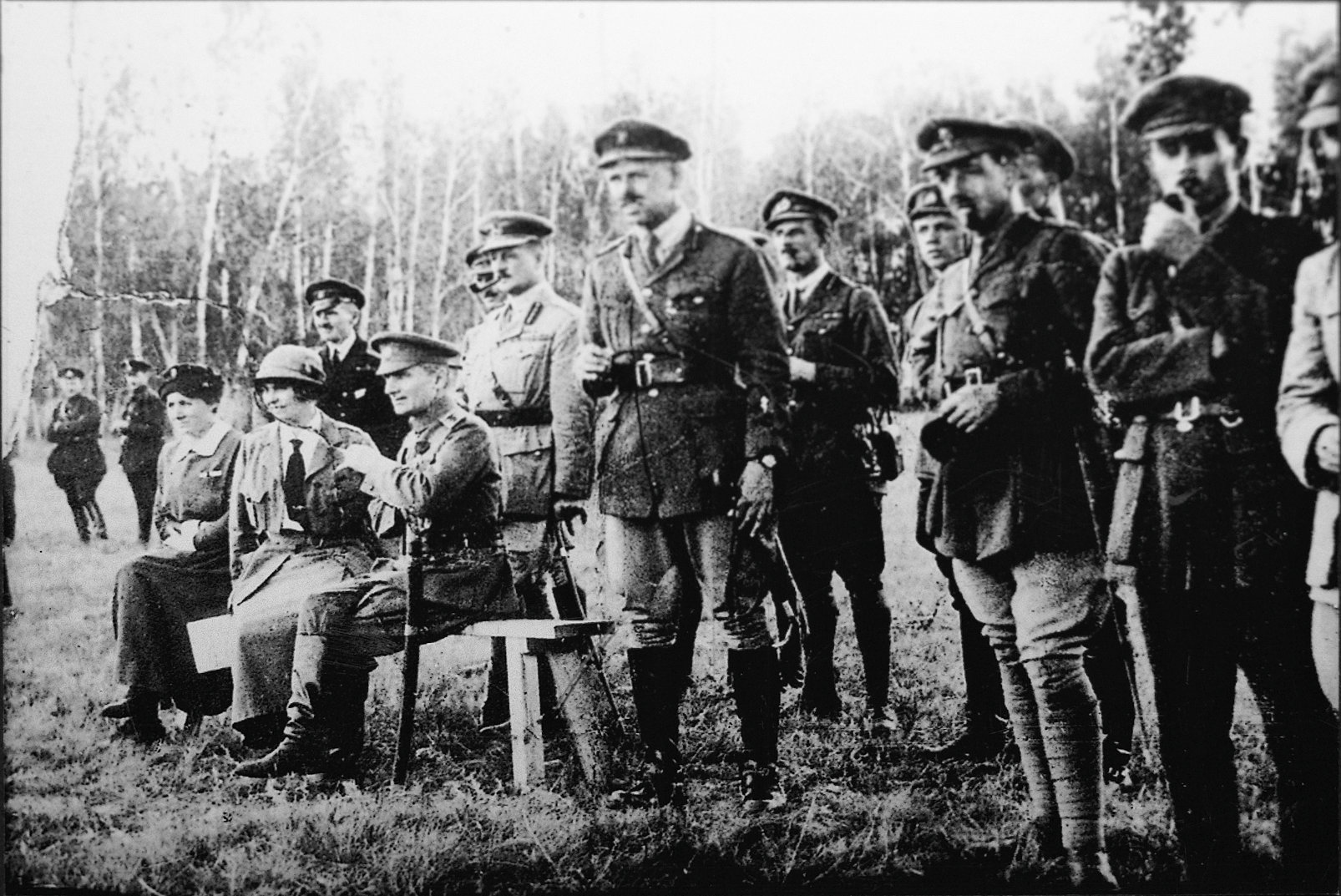
Admiral Koltschak (sitzend), der Leiter der britischen Mission General Sir Alfred Knox (hinter Koltschak stehend) sowie weitere britische Offiziere an der Ostfront des Russischen Bürgerkrieges.

Im Russischen Bürgerkrieg rekrutierte Koltschak im November 1918 als Kriegs- und Marineminister der in Omsk residierenden „Sibirischen Regierung“ eine Armee, die sogenannte Koltschak-Armee. In Omsk war zu dieser Zeit die politische Krise ausgebrochen. Am 18. November verhafteten Kosakenoffiziere die vier Vorsitzenden der Sibirischen Regierung (die als „Direktorium“ bekannt war) und stürzten diese „Regierung“, in der die Sozialrevolutionäre die Mehrheit hatten. Infolge des Putsches gelangte Koltschak an die Macht. Durch eine geheime Wahl des von ihm eingesetzten Ministerrates wurde Koltschak zum Obersten Regenten Russlands ernannt. Er wurde de facto von der Entente und de jure vom Königreich der Serben, Kroaten und Slowenen anerkannt und unterstützt.
In einem Appell an die Bevölkerung forderte Koltschak die Befreiung von Bolschewismus und äußeren Machteinflüssen, um die vom Ministerrat geforderte neue Verfassunggebende Versammlung einberufen zu können. Er wolle unter den „extrem schwierigen Bedingungen des Bürgerkriegs“ nicht den „Weg der Vergeltung [wörtl. „Reaktion“] oder der Parteilichkeit“ gehen. Das Hauptziel sei die „Schaffung einer effizienten Armee, ein Sieg über den Bolschewismus und die Errichtung von Recht und Ordnung, damit die Menschen nach eigenem Willen eine freie Regierung wählen [können], und das große Ideal [wörtl.: „Idee“] der Freiheit verwirklicht werde, das in aller Welt verkündet werde.“
Er errichtete eine diktatorische Herrschaft und leitete mit materieller Hilfe aus Großbritannien und Frankreich zunächst erfolgreich den Kampf gegen die Rote Armee in Sibirien bis April 1919. Seine Truppen (Teil der Weißen Armee) drangen bis Kasan und über die Wolga vor und erbeuteten 148 Tonnen des Zarengoldes, das sie dem Ufa-Direktorium unterstellten.
Einen Teil dieses Zarengoldes, 54.529.880 zaristische Goldrubel, lieferte Koltschak im Rahmen zweier russisch-japanischer Abkommen, die am 6. Oktober 1919 unterzeichnet wurden, an Japan. Als Gegenleistung wurde von japanischer Seite die Lieferung von Waffen für die Armee von Alexander Koltschak zugesagt, die jedoch nie verwirklicht wurde. Als Begründung wurde die rasche Niederlage Koltschaks angeführt, wodurch eine Lieferung nicht mehr möglich gewesen sei. Einige Waffen wurden an die Kräfte des Atamans Grigori Semjonow geliefert.
Durch ein Doppelspiel der Entente, die unhaltbar lange Front und politische Intrigen erlitt seine Armee aber bei Samara eine schwere Niederlage gegen die Rote Armee; am 14. November 1919 musste Omsk geräumt werden. Koltschaks Armee und die alliierten Militärmissionen in Sibirien sowie 200.000 Zivilisten zogen, zumeist zu Fuß, über den Sibirischen Trakt nach Osten, und am 14. Januar 1920 ließ Maurice Janin Koltschak in Nischneudinsk ultimativ „unter alliierten Schutz“ stellen. Die Tschechoslowakischen Legionen brachten ihn nach Irkutsk, wo der Stadtrat der Sozialrevolutionäre den Durchzug erlauben wollte, falls man Koltschak auslieferte. Janin, der sich bereits in Wladiwostok aufhielt, genehmigte das, und die Legionen handelten noch 30 Waggons Kohle aus. Der Stadtrat wurde kurz darauf von den Bolschewiki übernommen, die Koltschak am 7. Februar 1920 standrechtlich exekutierten und seinen Leichnam in einem Eisloch in der Angara versenkten.

## Rezeption
In der Sowjetunion galt Koltschak als Marionette ausländischer Mächte. Jenseits der seinerzeitigen Beurteilung aus sowjetischer Sicht ist Koltschak im modernen Russland eine der umstrittensten historischen Persönlichkeiten.  Zwei Rehabilitationsanträge wurden von einem regionalen Militärgericht im Jahr 1999 und vom Obersten Gerichtshof der Russischen Föderation im Jahr 2001 abgelehnt. Denkmäler, welche Koltschak gewidmet sind, wurden 2002 in Sankt Petersburg, 2004 in Irkutsk und 2016 in Omsk errichtet, trotz der Einwände einiger kommunistischer Politiker sowie sowjetischer Veteranen. Seine Denkmäler sind ein häufiges Ziel von Vandalismus. Die russische Marine erwog die dritte Fregatte der neuen Admiral-Grigorowitsch-Klasse nach Koltschak zu benennen, verwarf dies aber. Die im Taimyrgolf der Karasee gelegene Koltschak-Insel, die 1937 in Rastorgujew-Insel umbenannt worden war, bekam ihren Namen im Jahr 2005 durch einen Beschluss der russischen Regierung zurück.
Vor allem seine enge Zusammenarbeit mit Großbritannien während des Bürgerkrieges und die von ihm in die Entente gesetzte Hoffnung wird kritisch betrachtet.

## Sonstiges
Auf Seiten Koltschaks kämpfte Edwin Erich Dwinger, der über seine Erlebnisse das Buch Zwischen Weiß und Rot verfasste. Dwinger beschreibt darin Koltschaks Hinrichtung einschließlich der Anmerkung, dass der Admiral selbst den Feuerbefehl gab.
Anfang Oktober 2008 kam unter dem Titel Admiral (russisch Адмиралъ, Regie: Andrei Krawtschuk) eine Verfilmung seiner Beziehung zu Anna Wassiljewna Timirjowa (1893–1975) in den Jahren 1916 bis 1920 mit Konstantin Chabenski und Elisaweta Bojarskaja in den Hauptrollen in die russischen Kinos.
In Wolfgang Schleifs Fernsehfilm Bürgerkrieg in Rußland (ZDF 1967/68) wird Koltschak von Wolf von Gersum dargestellt.